# Regla del cuadrado (ajedrez)

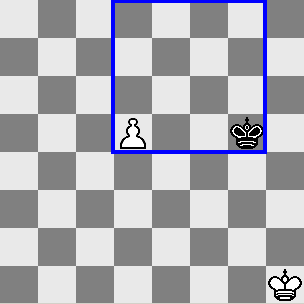
Rey dentro del cuadrado

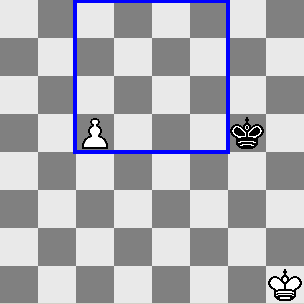
Rey fuera del cuadrado

En ajedrez aparece la regla del cuadrado en el caso de peones pasados que no están defendidos por su propio rey, y no hay más piezas sobre el tablero. Saber si el peón va a coronar o no depende de una cuestión geométrica.
La regla del cuadrado se formula de la siguiente manera
Un peón llega a coronar si el número de filas entre el peón y la casilla de coronación es menor que el número de columnas entre el peón y el rey enemigo.
Es decir, el cuadrado está formado por un cuadrado de lado igual al número de filas que le falta al peón para coronar, incluida la fila en la que está el peón. Si el rey enemigo está dentro de ese cuadrado llega a capturar al peón, si está fuera no. 

## La regla del cuadrado contra un peón
En el ejemplo del diagrama 1 juegan blancas, pero como el rey está dentro del cuadrado alcanza al peón, por mucho que corra.
1.c5 Rf5

2.c6 Re6

3.c7 Rd7

4.c8=D+ Rxc8
En el ejemplo del diagrama 2 juegan blancas, pero como el rey está fuera del cuadrado el peón corona y gana la partida.
1.c5 Rc4

2.c6 Rc5

3.c7 Rc6

4.c8=D+ y dama y rey contra rey.
|    |    |       |    |    |    |       |       |    |  |
|    | a8 | b8    | c8 | d8 | e8 | f8    | g8    | h8 |  |
| a7 | b7 | c7    | d7 | e7 | f7 | g7    | h7    |    |  |
| a6 | b6 | c6    | d6 | e6 | f6 | g6    | h6    |    |  |
| a5 | b5 | c5    | d5 | e5 | f5 | g5    | h5    |    |  |
| a4 | b4 | c4 pl | d4 | e4 | f4 | g4 kd | h4    |    |  |
| a3 | b3 | c3    | d3 | e3 | f3 | g3    | h3    |    |  |
| a2 | b2 | c2    | d2 | e2 | f2 | g2    | h2    |    |  |
| a1 | b1 | c1    | d1 | e1 | f1 | g1    | h1 kl |    |  |
|    |    |       |    |    |    |       |       |    |  |

|    |    |       |    |    |    |    |       |    |  |
|    | a8 | b8    | c8 | d8 | e8 | f8 | g8    | h8 |  |
| a7 | b7 | c7    | d7 | e7 | f7 | g7 | h7    |    |  |
| a6 | b6 | c6    | d6 | e6 | f6 | g6 | h6    |    |  |
| a5 | b5 | c5    | d5 | e5 | f5 | g5 | h5    |    |  |
| a4 | b4 | c4 pl | d4 | e4 | f4 | g4 | h4    |    |  |
| a3 | b3 | c3 kd | d3 | e3 | f3 | g3 | h3    |    |  |
| a2 | b2 | c2    | d2 | e2 | f2 | g2 | h2    |    |  |
| a1 | b1 | c1    | d1 | e1 | f1 | g1 | h1 kl |    |  |
|    |    |       |    |    |    |    |       |    |  |

## La regla del cuadrado contra lacadena de peones
|       |    |    |    |       |       |    |    |    |  |
|       | a8 | b8 | c8 | d8    | e8    | f8 | g8 | h8 |  |
| a7    | b7 | c7 | d7 | e7    | f7    | g7 | h7 |    |  |
| a6    | b6 | c6 | d6 | e6    | f6    | g6 | h6 |    |  |
| a5    | b5 | c5 | d5 | e5 pl | f5 kd | g5 | h5 |    |  |
| a4    | b4 | c4 | d4 | e4    | f4 pl | g4 | h4 |    |  |
| a3    | b3 | c3 | d3 | e3    | f3    | g3 | h3 |    |  |
| a2    | b2 | c2 | d2 | e2    | f2    | g2 | h2 |    |  |
| a1 kl | b1 | c1 | d1 | e1    | f1    | g1 | h1 |    |  |
|       |    |    |    |       |       |    |    |    |  |

En la posición del diagrama 3 juegan negras, pero si capturan el peón de f4 el rey queda fuera del cuadrado y llega a coronar. 
Por ejemplo:
1.... Rxf4

2.e6 Rf5

3.e7 Rf6

4.e8=D

Para la manera correcta de jugar esta posición véase cadena de peones y rey contra rey.

## La regla del cuadrado contra lospeones aislados
|       |    |    |    |    |       |       |       |    |  |
|       | a8 | b8 | c8 | d8 | e8    | f8    | g8    | h8 |  |
| a7    | b7 | c7 | d7 | e7 | f7    | g7    | h7    |    |  |
| a6    | b6 | c6 | d6 | e6 | f6    | g6    | h6    |    |  |
| a5    | b5 | c5 | d5 | e5 | f5    | g5 kd | h5    |    |  |
| a4    | b4 | c4 | d4 | e4 | f4    | g4    | h4    |    |  |
| a3    | b3 | c3 | d3 | e3 | f3 pl | g3    | h3 pl |    |  |
| a2    | b2 | c2 | d2 | e2 | f2    | g2    | h2    |    |  |
| a1 kl | b1 | c1 | d1 | e1 | f1    | g1    | h1    |    |  |
|       |    |    |    |    |       |       |       |    |  |

|       |    |    |    |    |       |    |       |    |  |
|       | a8 | b8 | c8 | d8 | e8    | f8 | g8    | h8 |  |
| a7    | b7 | c7 | d7 | e7 | f7    | g7 | h7    |    |  |
| a6    | b6 | c6 | d6 | e6 | f6    | g6 | h6    |    |  |
| a5    | b5 | c5 | d5 | e5 | f5    | g5 | h5    |    |  |
| a4    | b4 | c4 | d4 | e4 | f4 kd | g4 | h4 pl |    |  |
| a3    | b3 | c3 | d3 | e3 | f3 pl | g3 | h3    |    |  |
| a2    | b2 | c2 | d2 | e2 | f2    | g2 | h2    |    |  |
| a1 kl | b1 | c1 | d1 | e1 | f1    | g1 | h1    |    |  |
|       |    |    |    |    |       |    |       |    |  |

En la posición del diagrama 4 juegan negras, y tratarán de acercarse para capturar un peón. 
1.... Rf4

2.h4...

Este avance del peón (Diagrama 5) obliga al rey a retroceder, si capturase el peón de f3 el rey quedaría fuera del cuadrado y el peón de h coronaría.

2.... Rf5

3.Ra2

Ojo:  si en lugar de jugar el rey se juega el peón 3.f4 el rey negro capturarían los dos peones 3.... Rxf4 4.h5 Rg5 y el rey está dentro del cuadrado.

3.... Rg6

Esto es un ejemplo, pero si aquí el rey negro jugase Rf4 y Rf5 se ganaría acercando el rey blanco, pero esa es otra historia.

4.f4...

Se recupera la posición y el resto son repeticiones.
4....Rf5

5.h5 Rf6

6.Ra1 Rg7

7.f5 Rf6

8.h6 Rf7

9.Ra2 Rg8

10.f6 Rf7

11.h7 Rxf6

12.h8=D+

Por supuesto cuantas más columnas haya entre los peones aislados más fácil es dejar al rey fuera del cuadrado.

## Excepciones a la regla
|       |    |    |       |    |       |       |    |    |  |
|       | a8 | b8 | c8    | d8 | e8    | f8    | g8 | h8 |  |
| a7    | b7 | c7 | d7    | e7 | f7    | g7    | h7 |    |  |
| a6    | b6 | c6 | d6    | e6 | f6 pd | g6    | h6 |    |  |
| a5    | b5 | c5 | d5 pl | e5 | f5    | g5 kd | h5 |    |  |
| a4    | b4 | c4 | d4    | e4 | f4    | g4    | h4 |    |  |
| a3    | b3 | c3 | d3    | e3 | f3    | g3    | h3 |    |  |
| a2    | b2 | c2 | d2    | e2 | f2    | g2    | h2 |    |  |
| a1 kl | b1 | c1 | d1    | e1 | f1    | g1    | h1 |    |  |
|       |    |    |       |    |       |       |    |    |  |

|       |    |    |       |    |    |       |    |    |  |
|       | a8 | b8 | c8    | d8 | e8 | f8    | g8 | h8 |  |
| a7    | b7 | c7 | d7    | e7 | f7 | g7    | h7 |    |  |
| a6    | b6 | c6 | d6    | e6 | f6 | g6    | h6 |    |  |
| a5    | b5 | c5 | d5 pl | e5 | f5 | g5 kd | h5 |    |  |
| a4    | b4 | c4 | d4    | e4 | f4 | g4 nl | h4 |    |  |
| a3    | b3 | c3 | d3    | e3 | f3 | g3    | h3 |    |  |
| a2    | b2 | c2 | d2    | e2 | f2 | g2    | h2 |    |  |
| a1 kl | b1 | c1 | d1    | e1 | f1 | g1    | h1 |    |  |
|       |    |    |       |    |    |       |    |    |  |

Cuando el rey débil sólo tiene un camino para capturar al peón pasado que va a coronar, debemos asegurarnos de que no hay ningún obstáculo que impida el acercamiento del rey.
En la posición del diagrama 6 la única manera de acercarse es por la diagonal, pero en la diagonal hay un peón propio. El tiempo que debemos emplear para mover ese peón y despejar la diagonal deja al rey fuera del cuadrado. 
Por ejemplo
1.d6 f5

2.d7 Rf6

3.d8=D+
En la posición del diagrama 7, si capturamos el peón, en lugar del caballo, la partida es tablas; pero la única manera de acercarse es por la diagonal, y esa casilla está copada por el caballo. Acercarse al peón por f5 deja al rey fuera del cuadrado. 
Por ejemplo
1.d6 Rf5

2.d7 Re6

3.d8=D

## El problema de Reti
|       |    |       |    |    |    |    |       |       |  |
|       | a8 | b8    | c8 | d8 | e8 | f8 | g8    | h8 kl |  |
| a7    | b7 | c7    | d7 | e7 | f7 | g7 | h7    |       |  |
| a6 kd | b6 | c6 pl | d6 | e6 | f6 | g6 | h6    |       |  |
| a5    | b5 | c5    | d5 | e5 | f5 | g5 | h5 pd |       |  |
| a4    | b4 | c4    | d4 | e4 | f4 | g4 | h4    |       |  |
| a3    | b3 | c3    | d3 | e3 | f3 | g3 | h3    |       |  |
| a2    | b2 | c2    | d2 | e2 | f2 | g2 | h2    |       |  |
| a1    | b1 | c1    | d1 | e1 | f1 | g1 | h1    |       |  |
|       |    |       |    |    |    |    |       |       |  |

Para terminar con el asunto del cuadrado vamos a ver el famoso problema de Richard Réti, que se resuelve gracias al conocimiento de la regla del cuadrado (Diagrama 8).
En la posición del diagrama 8 las blancas parecen perdidas ya que el rey negro están dentro del cuadrado del peón blanco y el rey blanco está fuera del cuadrado del peón negro, pero por la peculiar geometría del tablero de ajedrez lo cierto es que nos podemos acercar a los dos peones a la vez, si vamos por la diagonal.
Si el negro quiere capturar el peón blanco
1.Rg7 h4

2.Rf6 Rb6

Si el rey negro no quiere que el rey blanco llegue a acercarse y defienda su peón debe de estar preparado para capturarlo.

3.Re5!! Rxc6

Si el negro pretende coronar el peón pasa lo que en la variante de abajo: 3.... h3 4.Rd6 h2 5.c7 Rb7 6.Rd7 h1=D 7.c8=D+ tablas

4.Rf4 y el rey blanco está dentro del cuadrado, con lo que capturará el peón negro y tablas. Diagrama 9.

Si por el contrario el negro quiere coronar
1.Rg7 h4

2.Rf6 h3

Si el negro quiere coronar debe de hacerlo rápidamente, de lo contrario, —como se muestra arriba—, el rey blanco se meterá dentro del cuadrado.

3.Re6 h2

4.c7 Rb7

5.Rd7 h1=D

6.c8=D+
|    |    |       |    |    |       |    |       |    |  |
|    | a8 | b8    | c8 | d8 | e8    | f8 | g8    | h8 |  |
| a7 | b7 | c7    | d7 | e7 | f7    | g7 | h7    |    |  |
| a6 | b6 | c6 kd | d6 | e6 | f6    | g6 | h6    |    |  |
| a5 | b5 | c5    | d5 | e5 | f5    | g5 | h5    |    |  |
| a4 | b4 | c4    | d4 | e4 | f4 kl | g4 | h4 pd |    |  |
| a3 | b3 | c3    | d3 | e3 | f3    | g3 | h3    |    |  |
| a2 | b2 | c2    | d2 | e2 | f2    | g2 | h2    |    |  |
| a1 | b1 | c1    | d1 | e1 | f1    | g1 | h1    |    |  |
|    |    |       |    |    |       |    |       |    |  |

|    |       |    |       |    |    |    |       |    |  |
|    | a8    | b8 | c8 ql | d8 | e8 | f8 | g8    | h8 |  |
| a7 | b7 kd | c7 | d7 kl | e7 | f7 | g7 | h7    |    |  |
| a6 | b6    | c6 | d6    | e6 | f6 | g6 | h6    |    |  |
| a5 | b5    | c5 | d5    | e5 | f5 | g5 | h5    |    |  |
| a4 | b4    | c4 | d4    | e4 | f4 | g4 | h4    |    |  |
| a3 | b3    | c3 | d3    | e3 | f3 | g3 | h3    |    |  |
| a2 | b2    | c2 | d2    | e2 | f2 | g2 | h2    |    |  |
| a1 | b1    | c1 | d1    | e1 | f1 | g1 | h1 qd |    |  |
|    |       |    |       |    |    |    |       |    |  |